# Fort de Ranthambore
 (mai 2025).
Si vous disposez d'ouvrages ou d'articles de référence ou si vous connaissez des sites web de qualité traitant du thème abordé ici, merci de compléter l'article en donnant les références utiles à sa vérifiabilité et en les liant à la section « Notes et références ».
Le fort de Ranthambore se trouve dans le parc national de Ranthambore, près de la ville de Sawai Madhopur, le parc étant un ancien domaine de chasse des Maharajahs de Jaipur jusqu'à l'Indépendance de l'Inde. 
C'est un formidable ouvrage militaire qui a joué un rôle central dans les développements historiques du Rajasthan. Le fort est connu pour la gloire et la valeur du roi Hammiradeva (en) de la dynastie Chauhan (en).
Lors de la 37e session du comité du patrimoine mondial qui s'est tenue en 2013 à Phnom Penh, au Cambodge, le fort de Ranthambore, avec cinq autres forts du Rajasthan (Chittorgarh, Gagron, Jaisalmer, Kumbhalgarh et le fort d'Amber), a été déclaré au patrimoine mondial comme faisant partie du groupe des « forts de colline du Rajasthan ».
À l'intérieur du parc national, le fort est le domaine des langurs ou entelles, que les hindous vénèrent comme représentants du dieu-singe Hanumān. 

## Histoire
Le fort de Ranthambore a été construit sous la dynastie Chauhan, un clan Rajput, bien que le nom exact de ce clan soit contesté. Une croyance largement répandue affirme que le fort a été construit pendant le règne de Sapaldaksha, en 944. Une autre théorie affirme que le fort a été construit pendant celui de Jayant, en 1110. Selon le Government of Rajasthan's Amber Development & Management Authority, il est probable que la construction a commencé au milieu du Xe siècle pendant le règne de Sapaldaksha et a continué quelques siècles après.

### Domination Chauhan
Le nom antérieur du fort était Ranastambha ou Ranastambhapura. Il a été associé au jaïnisme pendant le règne de Prithviraja I de la dynastie Chauhan au XIIe siècle. Siddhasenasuri, qui a vécu aussi au XIIe siècle a inclus la place dans la liste des lieux saints (tirthas) jaïns. Après la défaite de Prithviraja III en 1192, le fort est tombé sous le contrôle du souverain musulman Ghuride Muhammad Ghûrî de Ghôr. Le fils de Prithviraja, Govindaraja IV, accepta cette suzeraineté Ghuride et gouverna Ranthambore comme son vassal. Ses descendants firent diverses tentatives pour devenir indépendants.

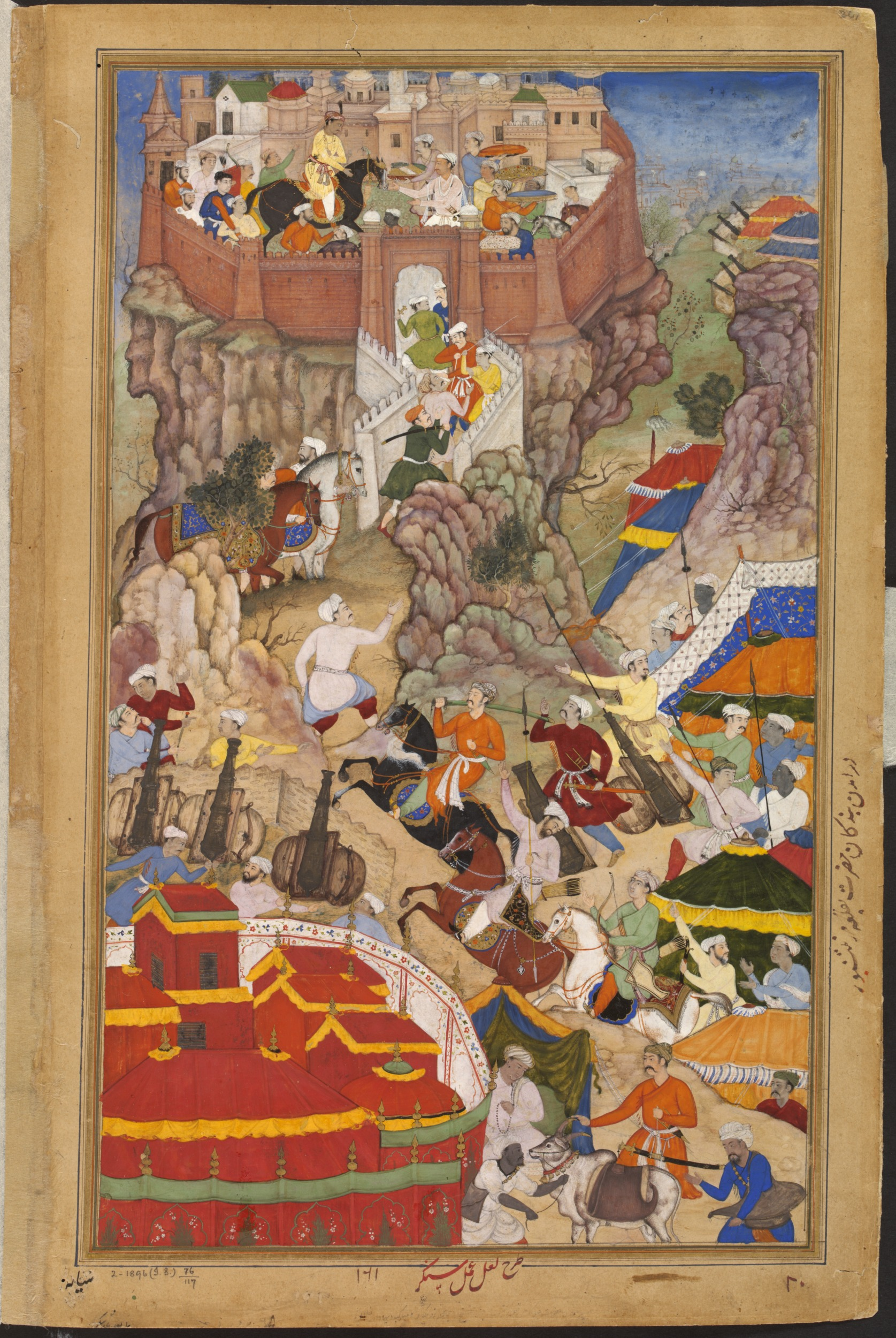
Entrée de l'empereur moghol Akbar dans le fort en 1569

Le sultan de Delhi, Shams ud-Dîn Îltutmish, capture Ranthambore en 1226, mais les Chauhans le reprennent après sa mort en 1236. 
Les armées du sultan Nâsir ud-Dîn Mahmûd, dirigées par le futur sultan Balbân, assiègent sans succès la forteresse en 1248 et 1253 mais elle est prise par Jaitrasingh Chauhan en 1259. Shakti Dev succède à Jaitrasingh en 1283,  reprend Ranthambore et agrandit le royaume. 
Le sultan Jalâl ud-Dîn Fîrûz Khaljî assiège brièvement le fort en 1290-91. 
En 1299, Maharao Hammir Dev Chauhan abrite Muhammad Shah, un général rebelle du sultan Alâ ud-Dîn Khaljî et refuse de le renvoyer au sultan. Le sultan assiège alors sans succès la forteresse en 1299, mais il revint en 1301 pour surveiller personnellement un long siège et réussit à capturer le fort.
Pendant la période moghole, un temple en l'honneur de Mallinath un des Maîtres éveillés du jaïnisme a été construit dans le fort.

### Domination Mewar
La forteresse est prise par le royaume de Mewar sous Rana Hamir Singh (1326-1364) et Rana Kumbha (1433-1468). Après le règne du successeur de Rana Kumbha, Rana Udai Singh I (1468-1473), la forteresse passa aux Hada un clan rajputs de Bundi. Le sultan Bahadur Shah du Gujarat occupe la forteresse de 1532 à 1535. L'empereur moghol Akbar la reprend en 1569.
La forteresse est passée ensuite aux mains des Maharajas Kachwaha de Jaipur au XVIIe siècle et il est resté une partie de l'État de Jaipur jusqu'à l'indépendance indienne. La zone entourant la forteresse est devenue une réserve de chasse pour les maharajas de Jaipur. L'État de Jaipur a accédé à l'Inde en 1949, devenant une partie de l'État du Rajasthan en 1950.

## Description
Le fort est en réalité une colline entièrement fortifiée de forme oblongue (2,2 km par 0,7 km) dont la plus longue dimension est orientée Nord-Ouest/Sud-Est. Le fort domine deux étangs, le Padma Talao et le Rajbagh très appréciés par la faune.
Outre les vestiges des ouvrages militaires ; fortifications, routes, palais, réservoirs, magasins et casernements, l'intérieur de l'enceinte du fort de Ranthambore contient trois temples hindous dédiés à Ganesh, Shiva et Ramlalaji construits du XIIe au XIIIe siècle à partir de pierres Karauli rouge. Il y a aussi divers tombeaux, un temple jaïn dédié aux Tîrthankara Sumatinath et Sambhavanath ainsi qu'une mosquée de construction plus récente.

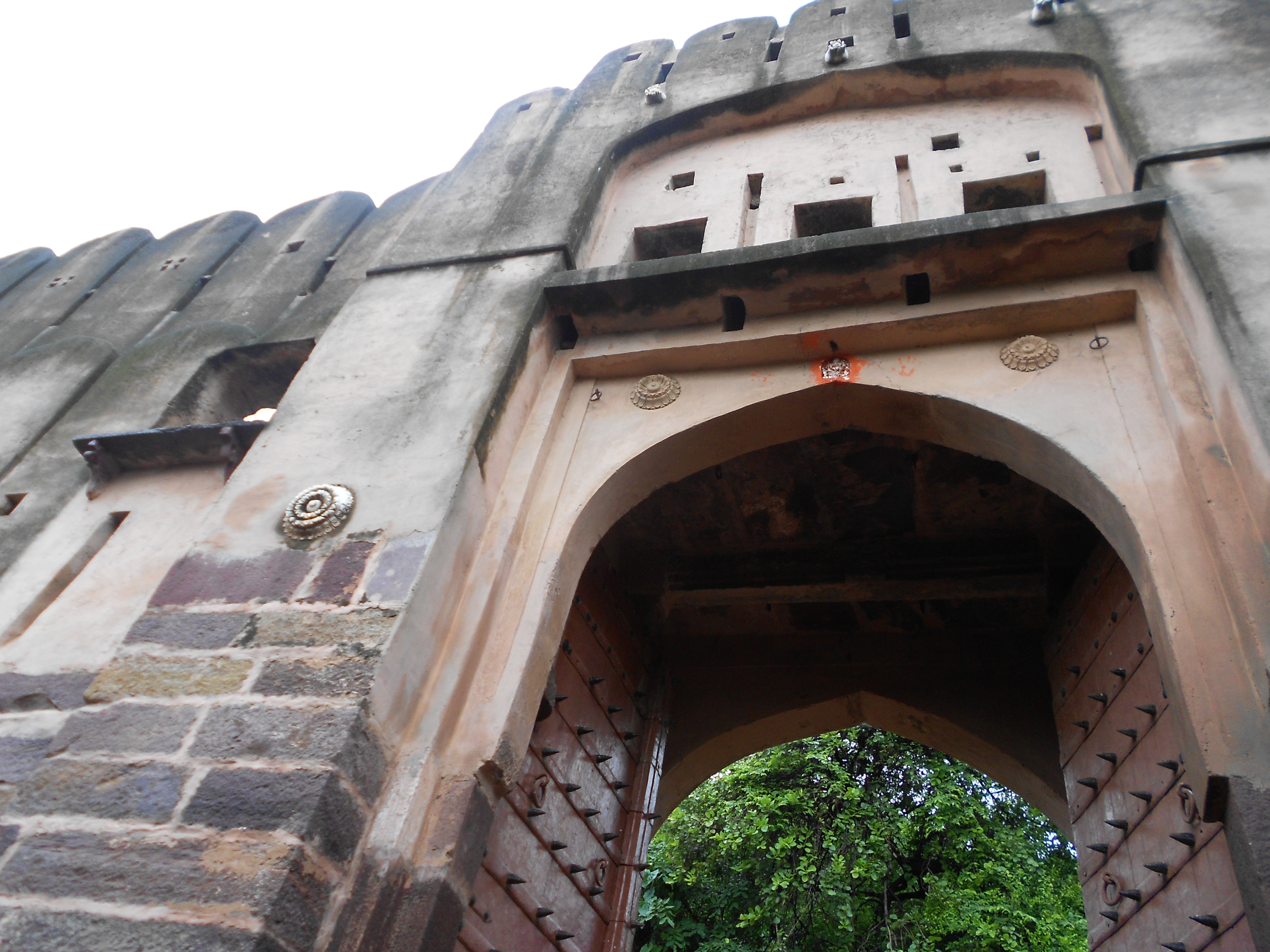
Entrée principale du fort.
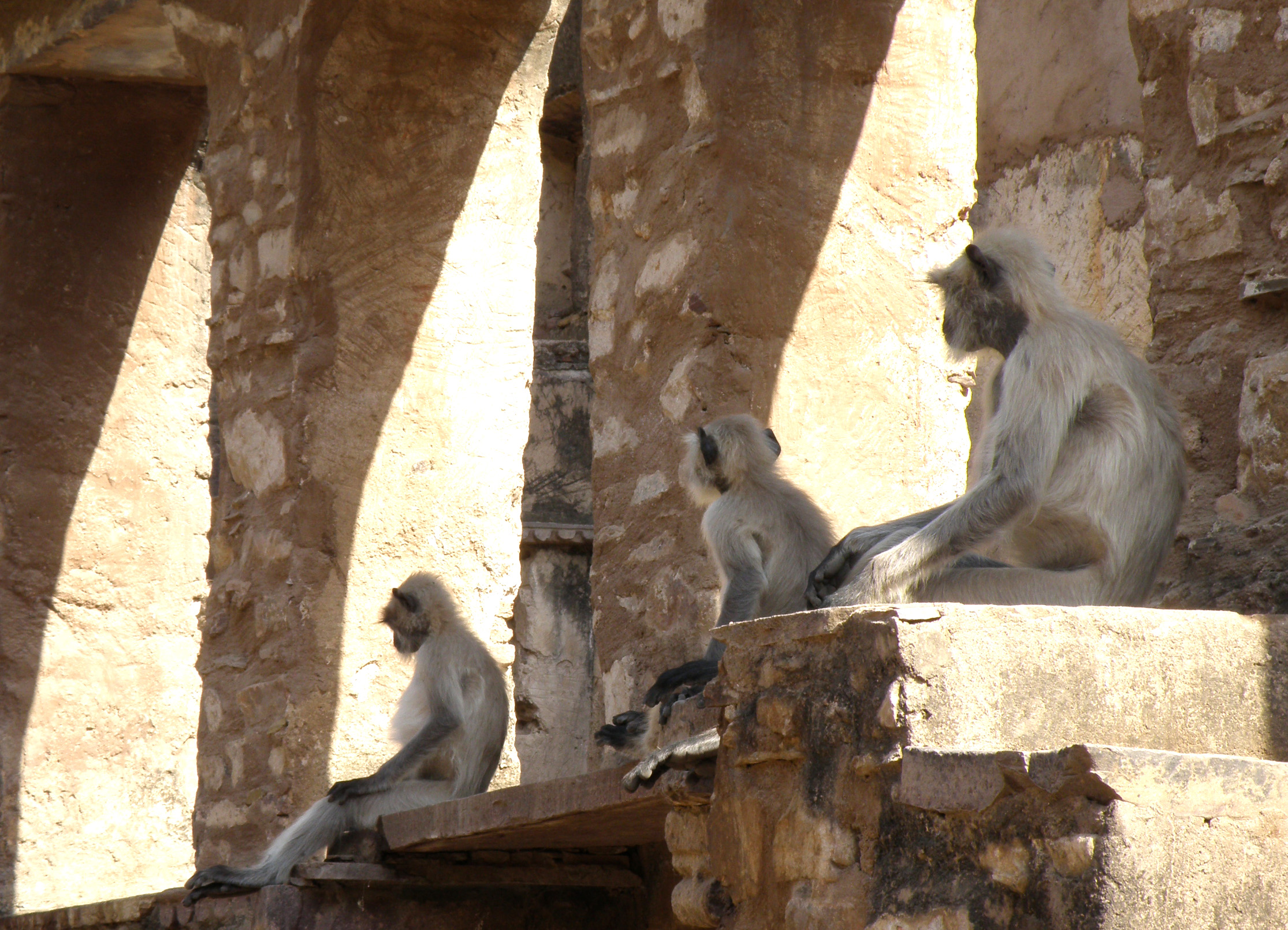
Entelles d'Hanumān en méditation.
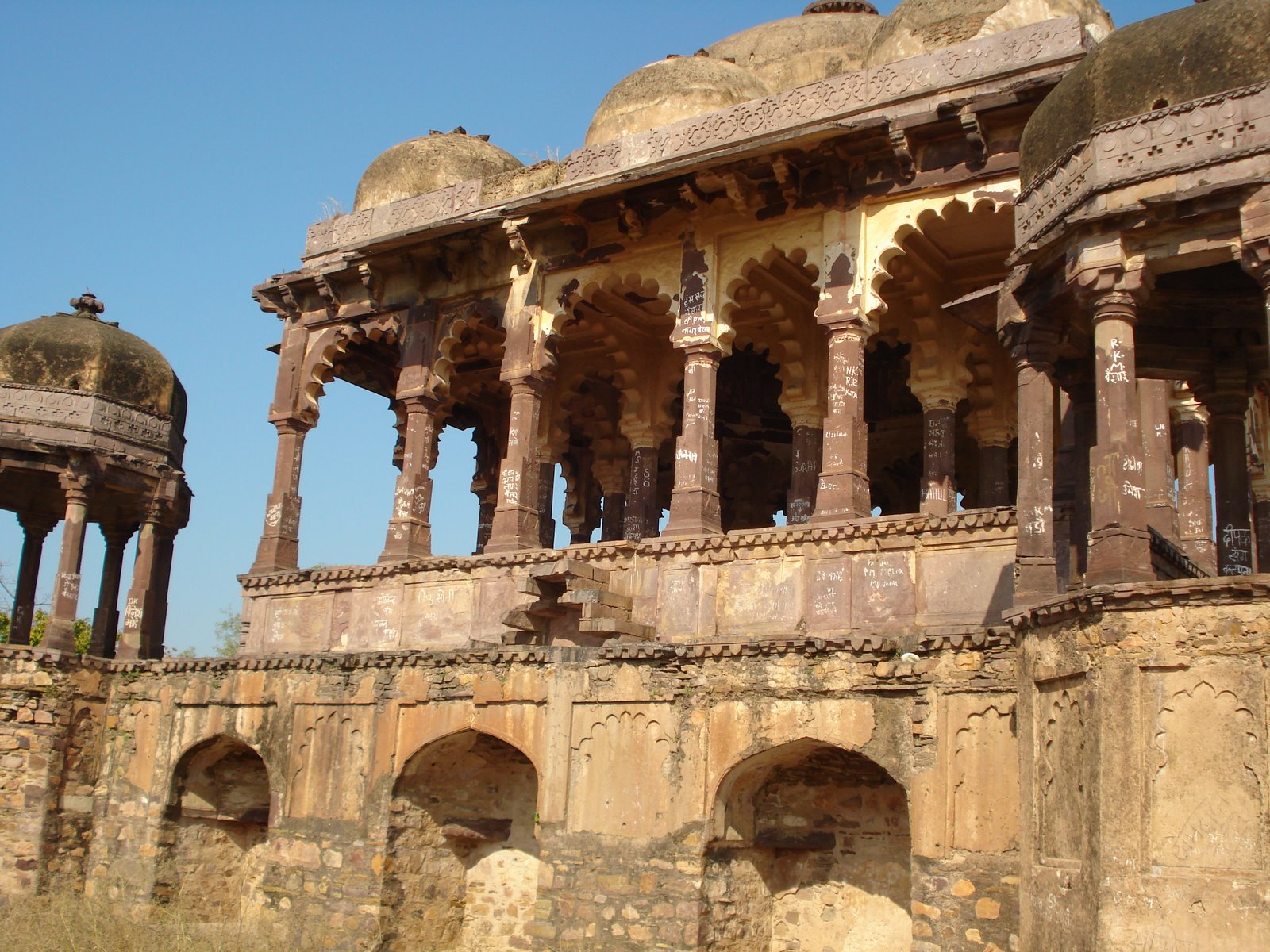
Palais à l'intérieur du fort